# ヨツヤタカヒロ.
ヨツヤタカヒロ.（1977年5月2日 - ）は、日本のシンガーソングライター、作曲家、キーボーディスト。本名は肆矢崇博（読み同じ）。
愛知県名古屋市生まれ、同県東海市育ち。血液型はA型。前名義はYotsuya Takahiro。

## プロフィール

### 概要
- 自身で作詞・作曲・編曲を行い、ライブ活動のほかに楽曲提供やBGM製作など活躍の場を広げている。
- 東海市ふるさと大使として、同市のPR活動を精力的に行っている。
- ピアノ講師であった母の影響に加え、幼少時よりクラシックでピアノの腕前を磨く。
- ライブでは基本的にピアノメインだが、ワンマンライブではときどきギターを披露することもある。

### 人物
- 地元東海市をこよなく愛し、たびたび地元でのイベントを開催している。
- 酒・タバコをたしなみ、ビールとワインを特に好む。
- スキマスイッチの2人とは同郷の友人で親交が深く、ヨツヤはスキマスイッチ結成の立役者でもある。
- 高校の同級生に、常田真太郎（スキマスイッチ）、川島洋輔（作曲家）、高木洋一郎（シンガーソングライター）、福岡ナヲト（構成作家）、中江友紀（女優）など、各界のクリエイター、アーティストが名を連ねる。

## 来歴
姉の影響で幼少の頃よりクラシックピアノを習い、中学3年生まで続ける。高校入学後、愛知県立昭和高校でクラスメイトであったスキマスイッチの常田真太郎とバンドを結成し、コピーバンドに夢中になる（ギターボーカル）。文化祭やライブハウスなどに出演したが、卒業とともに解散する。大学進学を機に上京し、中学時代の後輩であるスキマスイッチの大橋卓弥とバンドを結成する（鍵盤・コーラス）。都内でライブ活動を重ねるが、音楽活動よりも麻雀に熱中しバンドは自然消滅となる。大学卒業を機に就職し、3年半勤めて退職する。
- 2004年
  - 音楽への夢を実現させるため、シンガーソングライターYotsuya Takahiroとして音楽活動を再開。

- 2006年
  - 11月、1stミニアルバム『VREATH』発売。（Saigenjiがギターで参加）

- 2007年
  - 1月、『VREATH』発売記念ライブを東京・名古屋にて開催。
  - 11月、コンピレーションアルバム『もうひとつのクリスマスソング』へ参加。

- 2008年
  - 8月、Koume 2ndシングル「甘いキオク」楽曲提供。
  - 11月、「MINAMI WHEEL」に出演。

- 2009年
  - 1月、メディアスFM（83.4）にて「それくらいがいいんだ」がパワープレイ。
  - 2月、知多メディアスネットワーク「Medias Music Fes.2009」に出演。
  - 3月、Zeep東京にて「スキマスイッチ TOUR'09 "ダブルス"」オープニングアクトとして出演。
  - 10月、2ndミニアルバム『beautiful air』発売。これを機に、アーティスト名義をヨツヤタカヒロ.に一新。

- 2010年
  - 愛知県東海市制40周年記念テーマソング「アルバムの君」作詞作曲。
  - 3月、知多メディアスネットワーク「Medias Music Fes.2010」に出演。
  - 6月、「SAKAE SP-RING 2010」に出演。
  - 7月、ベストセラーズチャンネル「ベストセラーズサミット2010」にて、ピアノ演奏。
  - 11月、「東海市ふるさと大使」に任命される。
  - 12月、ヤマハホールにてコンサートを開催。

- 2011年
  - 3月、知多メディアスネットワーク「Medias Music Fes.2011」にて「ボーカルコンテスト」の審査員、およびライブに出演。
  - 3月、東日本大震災に際して制作した「願う」が、地元東海市の姉妹都市・釜石市に配布される。
  - 4月、全国ツアー「一人旅」東京、大阪、新潟、高松、福岡、札幌。
  - 6月、「LACHIC presents SAKAE SP-RING 2011」に出演。
  - 10月、「鍵歌上等〜場外乱闘スペシャル〜＠上野水上音楽堂」に出演。

- 2012年
  - 3月、知多メディアスネットワーク「Medias Music Fes. vol.6」にて「キミウタオウエンボーカルコンテスト」の審査委員長として参加。
  - 6月、「鍵歌上等〜チーム対抗 場外乱闘スペシャル 2012〜＠上野水上音楽堂」に出演。

- 2017年
  - 5月3日、音楽活動の休止を自身の FBにて発表。

- 2021年
  - 5月1日、CM音楽制作をきっかけに作曲家活動を再開。

## ディスコグラフィー
- 2006年
  - 11月15日、1stミニアルバム『VREATH』発売。

- 2007年
  - 11月21日発売コンピレーションアルバム『もうひとつのクリスマスソング』へ参加（#11.冬の神様）。

- 2008年
  - 8月20日、Koume 2ndシングル「甘いキオク」楽曲提供。

- 2009年
  - 10月21日、2ndミニアルバム『beautiful air』発売。
  - 東京モーターショーコンセプトカーPVの音楽を担当
  - ゲームBGMリミックス『龍が如く4 伝説を継ぐもの』
- 2010年、愛知県東海市制40周年記念テーマソング「アルバムの君」作詞作曲。
  - 愛知県東海市ふるさと大使に就任。

- 2011年
  - 11月17日、加治木孝子 1stミニアルバム『ただ、それだけで』へ参加。
    - 「時を越えて」「ただ、それだけで」「道標」「Power of mind」ピアノ演奏。
    - 「ただ、それだけで」バッキングボーカル。

  - 12月、「pop'n music 20 fantasia」に収録（アーバンロック「life goes on」Mr.KK）。

- 2014年
  - 2月19日、クミコ コロムビアレコード移籍第二弾シングル「指も髪も唇も」作曲。
    - 1.「指も髪も唇も」　作詞：凛生　作曲：ヨツヤタカヒロ　編曲：塩入俊哉
    - 2.「どうせ別れるつもりなら」　作詞：円 香乃　作曲：ヨツヤタカヒロ　編曲：伊戸のりお

  - 7月23日、クミコ 「広い河の岸辺 The Water is Wide」
    - 3.「美しいとき」　作詞：凛生　作曲：ヨツヤタカヒロ　編曲：大貫祐一郎

- 2015年
  - 10月、東海市芸術劇場オープニング曲を作曲。

## メディア

### テレビ番組
- A-Studio（TBS、2010年7月23日）-  スキマスイッチのサプライズゲストとして出演。
- さらさらサラダ（NHK、2011年2月10日）- 番組ゲストとして生出演。生歌を披露。

### ラジオ番組
- クリスタルレインボークラブ（レインボータウンFM （79.2MHz））- 2011年〜2012年4月

パーソナリティである樹凛とコラボレーションし、楽曲を生み出す過程を生放送。テーマに基づき、1週目に樹凛のエッセイにヨツヤが即興でBGMをつけ、3週目に樹凛の歌詞にヨツヤが作曲した楽曲を披露。月に1作ずつ楽曲が誕生した。

## Live出演
- 2011年
  - Love Diary -「ラブダイ秋〜なツアー」キーボーディストとして出演
  - 中川翔子 - 「Shoko☆Cover Fes.2011 in NAKAGAWA BROADWAY」PIANO演奏

## その他
- 2011年
  - 11月、シルバーアクセサリーをプロデュース、販売開始。